# 3 ربيع الآخر
- السبت
- الأحد
- الاثنين
- الثلاثاء
- الأربعاء
- الخميس
- الجمعة

- 2528 سبتمبر 2024
- 2629 سبتمبر 2024
- 2730 سبتمبر 2024
- 281 أكتوبر 2024
- 292 أكتوبر 2024
- 303 أكتوبر 2024
- 14 أكتوبر 2024
- 25 أكتوبر 2024
- 36 أكتوبر 2024
- 47 أكتوبر 2024
- 58 أكتوبر 2024
- 69 أكتوبر 2024
- 710 أكتوبر 2024
- 811 أكتوبر 2024
- 912 أكتوبر 2024
- 1013 أكتوبر 2024
- 1114 أكتوبر 2024
- 1215 أكتوبر 2024
- 1316 أكتوبر 2024
- 1417 أكتوبر 2024
- 1518 أكتوبر 2024
- 1619 أكتوبر 2024
- 1720 أكتوبر 2024
- 1821 أكتوبر 2024
- 1922 أكتوبر 2024
- 2023 أكتوبر 2024
- 2124 أكتوبر 2024
- 2225 أكتوبر 2024
- 2326 أكتوبر 2024
- 2427 أكتوبر 2024
- 2528 أكتوبر 2024
- 2629 أكتوبر 2024
- 2730 أكتوبر 2024
- 2831 أكتوبر 2024
- 291 نوفمبر 2024
- 302 نوفمبر 2024
- 13 نوفمبر 2024
- 24 نوفمبر 2024
- 35 نوفمبر 2024
- 46 نوفمبر 2024
- 57 نوفمبر 2024
- 68 نوفمبر 2024

3 ربيع الآخر أو 3 ربيع الثاني أو يوم 3 \ 4 (اليوم الثالث من الشهر الرابع) هو اليوم الثاني والتسعين من أيَّام السنة (أو الثالث والتسعين لو كان شهر صفر مُتممًا لليوم الثلاثين) وفق التقويم الهجري القمري (العربي). يبقى بعده 262 أو 263 يومًا لانتهاء السنة.

## أحداث
- 1023 هـ - الدولة العثمانية تطلق حملة بحرية كبيرة في البحر المتوسط بقيادة خليل باشا، قامت بالنزول في جزيرة مالطا وتخريبها؛ نظرًا للدور الذي لعبته مالطا في الإغارة والقرصنة على السواحل والسفن الإسلامية.
- 1069 هـ - الصدر الأعظم العثماني محمد باشا الكوبريللي يأمر بإعدام القائد الشهير حسين باشا، وهو الصدر الأعظم السابق. ويعدّ هذا الإعدام من أكبر مظالم كوبرلو رغم إنجازاته التي قدمها للدولة العثمانية.
- 1251 هـ - محمد علي باشا يصدر أمرا بإنشاء مصلحة الآثار والمتحف المصري، وأسند إدارتهما إلى يوسف ضياء أفندي بإشراف رفاعة الطهطاوي، ويقع المتحف حاليا في ميدان التحرير في وسط القاهرة؛ حيث افتتح في نوفمبر 1901، على مساحة 13,600 متر مربع، ويضم أهم الآثار المصرية القديمة، منها آثار مجموعة «توت عنخ آمون».
- 1257 هـ - السلطان العثماني عبد المجيد الأول يصدر «فرمان مصر» الذي نص على إعطاء محمد علي باشا ولاية مصر والسودان وراثيًا، وقد بقي هذا الفرمان مرعيًا في مصر كدستور حتى بداية الحرب العالمية الأولى عندما أعلنت الحماية البريطانية.
- 1365 هـ - تأسيس وكالة الدفاع السعودية والتي عرفت فيما بعد بوزارة الدفاع السعودية.
- 1376 هـ - فرنسا والمملكة المتحدة وإسرائيل يوافقون على وقف عملياتهم العسكرية على مصر والتي عرفت باسم العدوان الثلاثي.
- 1380 هـ - الرئيس المصري جمال عبد الناصر يلقي خطابًا في الأمم المتحدة، ويوجّه الدعوة للرئيس الأمريكي إيزنهاور والزعيم الروسي خروشوف للاجتماع فورًا من أجل السلام، ويطالب بضم الصين الشعبية إلى الأمم المتحدة.
- 1425 هـ - عقد القمة العربية السادسة عشر في العاصمة تونس بمشاركة قادة 12 من بين 22 دولة بالجامعة العربية، وانسحاب العقيد معمر القذافي خلال الجلسة الافتتاحية وإعلانه مقاطعة القمة.
- 1433 هـ - عبد ربه منصور هادي يؤدي اليمين الدستورية أمام مجلس النواب اليمني رئيسًا للجمهورية خلفًا لعلي عبد الله صالح وذلك لفترة انتقالية وفقًا للمبادرة الخليجية لحل الأزمة في اليمن، وكانت اللجنة العليا للانتخابات قد أعلنت عن فوزه بنسبة 99.8% من إجمالي المصوتين.
- 1436 هـ -
  - مبايعة الأمير سلمان بن عبد العزيز آل سعود ملكاً للمملكة العربية السعودية والأمير مقرن بن عبد العزيز آل سعود ولياً للعهد والأمير محمد بن نايف بن عبد العزيز آل سعود ولياً لولي العهد.
  - مقتل الناشطة الحقوقية شيماء الصباغ بالقاهرة أثناء إحياء الذكرى الرابعة لثورة 25 يناير.
- 1437 هـ - انتخاب البرلمانية خديجة عريب لتولي منصب رئاسة البرلمان الهولندي، لتصبح أول عربية ومسلمة في هذا المنصب.
- 1438 هـ -
  - تفجير انتحاري في مدينة طرطوس السورية، يتسبب بمقتل شخصين.
  - هجوم مسلح على ملهى ليلي بمدينة إسطنبول يخلف أكثر من 35 قتيل وحوالي 40 جريحا.
- 1439 هـ - الجمعية العامة للأمم المتحدة تُقِرُّ بالأغلبية مشروع قرار يرفض تغيير وضع القدس القانوني بعد أن اعترفت بها الولايات المتحدة عاصمة لإسرائيل.
- 1441 هـ - استقالة عادل عبد المهدي رئيس وزراء العراق، من منصبه بعد احتجاجات شهدتها البلاد بسبب سوء الخدمات الأساسية والفساد.
- 1445 هـ - مجزرة ارتكبها سلاح الجو الإسرائيلي بقصف المستشفى الأهلي العربي، ذهب ضحيتها أكثر من 500 قتيلًا، وإصابة أكثر من 600 آخرين.

## مواليد
- 1239 هـ - ماكس مولر، مستشرق ألماني.
- 1340 هـ - مديحة يسري، ممثلة مصرية.
- 1349 هـ - غلام رضا تختي، مصارع رياضي وملاكم إيراني.
- 1368 هـ - شهيرة، ممثلة مصرية.

## وفيات
- 238 هـ - أبو المطرف عبد الرحمن بن الحكم، رابع الأمراء الأمويين في الأندلس.
- 428 هـ - أبو علي بن أبي موسى الهاشمي، فقيه حنبلي، وصاحب كتاب الإرشاد.
- 594 هـ - ابن رشد، طبيب وعالم فيزياء وفيلسوف أندلسي.
- 1268 هـ - محمد أمين رؤوف باشا، صدر أعظم عثماني.
- 1382 هـ - أحمد علام، ممثل مصري.
- 1386 هـ - محمد رضا فرج الله، فقيه وكاتب وشاعر عراقي.
- 1418 هـ - محمود محمد شاكر، عالم ومحقق مصري.
- 1419 هـ - فريد شوقي، ممثل مصري.
- 1424 هـ - كنعان حمد، ممثل ومخرج ومؤلف كويتي.
- 1433هـ - رجاء ياقوت صالح، كاتبة وأكاديمية مصرية.
- 1436 هـ -
  - عبد الله بن عبد العزيز آل سعود، الملك السادس للمملكة العربية السعودية.
  - شيماء الصباغ، ناشطة حقوقية وشاعرة مصرية.
- 1438هـ -
  - خليل محشي، مدير المعهد الدولي للتخطيط التربوي في اليونسكو.
  - هيلاريون كابوتشي، مطران كنيسة الروم الكاثوليك في القدس.

## وصلات خارجية
- موقع قصة الإسلام: حدث في شهر ربيع الأوَّل.